# Шевченковский сельский совет (Васильковский район)
Шевченковский сельский совет (укр. Шевченківська сільська рада) — входит в состав
Васильковского района
Днепропетровской области
Украины.
Административный центр сельского совета находится в 
с. Шевченково.

## Населённые пункты совета
- с. Шевченково
- с. Краснощёково
- с. Свиридово
- с. Хуторо-Чаплино